# Capsicum baccatum
Capsicum baccatum of aji is een besachtige Zuid-Amerikaanse chilipeper uit de nachtschadefamilie. De soort wordt commercieel geteeld in Zuid-Amerika. Elders is de plant wel te vinden bij hobbytuinders. De plant is waarschijnlijk afkomstig uit Bolivia of Peru en werd daar al rond 2500 v.Chr. geteeld. De Inca's teelden de plant al, hetgeen is gebleken uit vondsten in Huaca Prieta, een archeologische vindplaats.
De witte bloemen hebben aan de basis groene, gele of bruine vlekken.
De meeste vruchten kleuren oranjerood of geel, maar kunnen ook bruin worden. De pepers zijn relatief scherp en hebben op de Scovilleschaal 30.000 tot 50.000 eenheden. De vruchtvorm is zeer verschillend. Naast kleine, ronde besvormige vruchten, zoals die van de wilde vorm, zijn er ook langwerpig-spitse en platronde typen. De schil kan zowel glad als geribbeld zijn. De vruchten van de wilde planten vallen af, terwijl die van de rassen aan de planten blijven vastzitten.

## Rassen

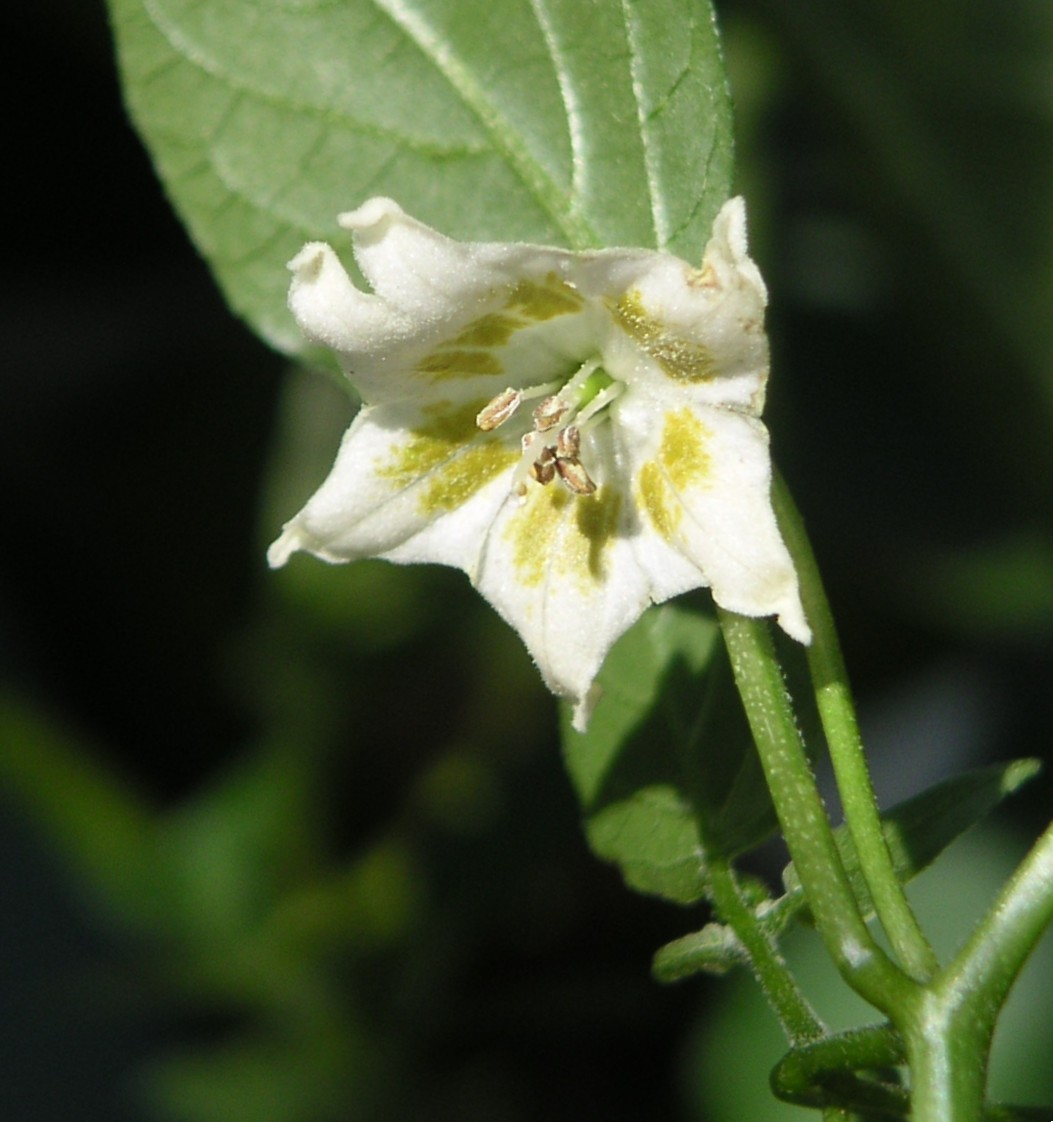
Bloem

Enkele rassen zijn:
- Aji Amarillo
- Ají Cristal
- Criolla Sella
- Lemon Drop
- Peri Peri
- Starfish